# É Impossível, mas Deus Pode (DVD)
É Impossível, mas Deus Pode é o um DVD da banda Toque no Altar, sendo o único registro em vídeo da segunda formação, gravado ao vivo no City Bank Hall, Rio de Janeiro, no dia 8 de outubro de 2007. O DVD foi lançado no início de 2008.

## Gravação
Logo após lançar o álbum É Impossível, mas Deus Pode, a nova formação do Toque no Altar se preparou para a gravação de um trabalho em vídeo. Na época, os integrantes da banda Trazendo a Arca, que eram a formação original do Toque no Altar, prometiam lançar um DVD com o repertório do álbum Olha pra Mim. Desta forma, a nova formação se saiu na frente e, além de regravações de Olha pra Mim, o repertório mesclou as faixas de É Impossível, mas Deus Pode e mais duas inéditas: "Se Cumprirá" e "O Senhor é Quem Me Guarda".

## Projeto gráfico
Assim como os trabalhos anteriores do grupo, Rafael Feijó assinou o design do projeto.

## Lançamento e recepção
| Críticas profissionais | Críticas profissionais |
| Avaliações da crítica  | Avaliações da crítica  |
| Fonte                  | Avaliação              |
| ---------------------- | ---------------------- |
| Super Gospel           | (favorável)            |

É Impossível, mas Deus Pode foi lançado no início de 2008 pela gravadora Toque no Altar Music. Roberto Azevedo, em crítica para o Super Gospel, afirmou que o "DVD duplo conta com altíssima definição de imagens e som", com elogios ao repertório e ao projeto gráfico de Rafael Feijó.

## Faixas
1. "Abertura"
2. "Não importa o dia"
3. "O Chão Vai Tremer"
4. "Eu vou viver uma virada"
5. "Se Cumprirá"
6. "Selo do teu Amor"
7. "Te Adoramos, Oh Altissimo!"
8. "Medley"
9. "O Senhor é quem me guarda"
10. "Olha Pra Mim"
11. "É impossível mas Deus pode"
12. "Minha herança"
13. "Deus do Impossível"
14. "Eu vou viver uma virada (bônus)"